# Mats Foyer

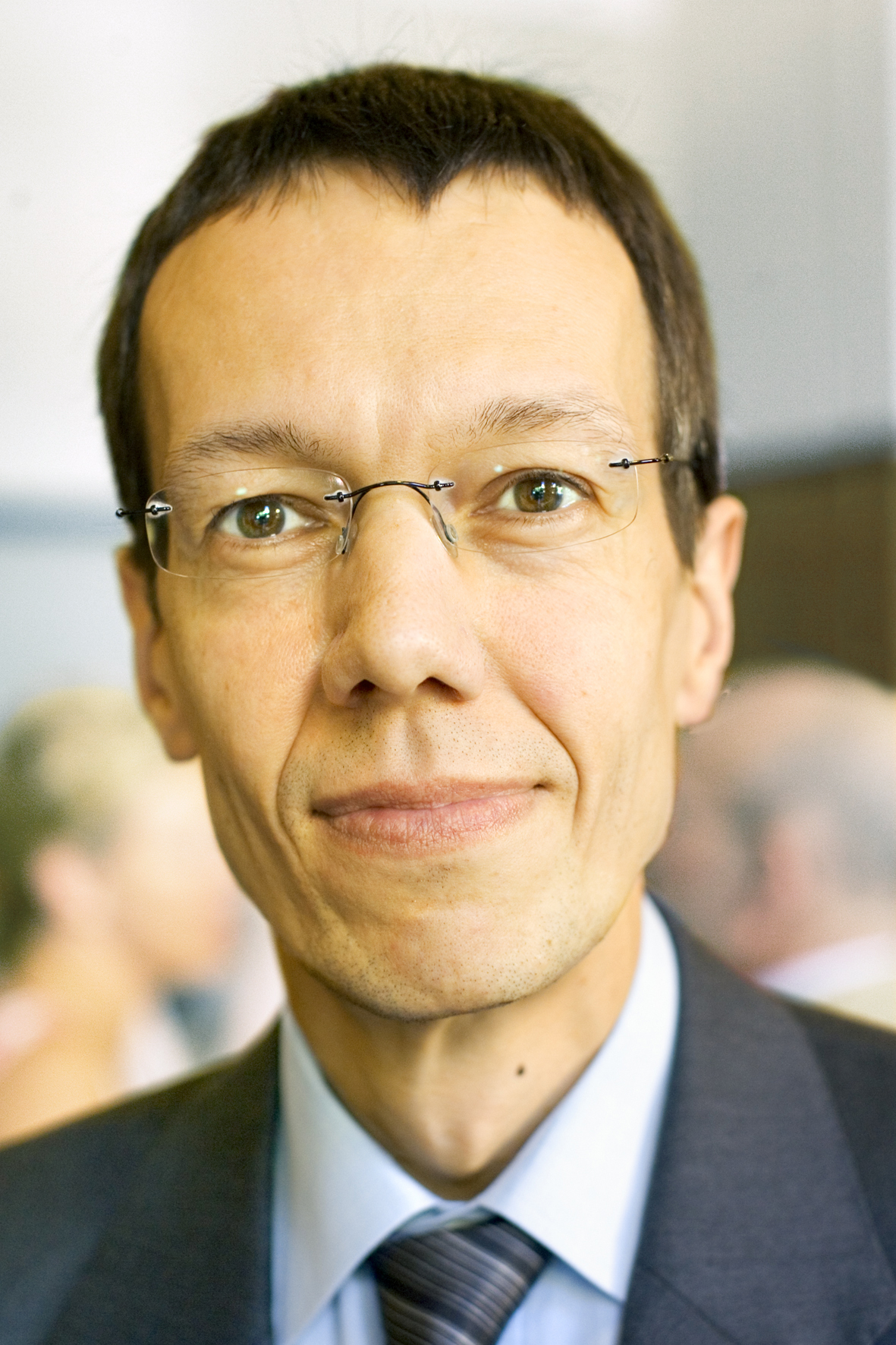
Mats Foyer, augusti 2005

Mats Olof Foyer, född 1954, är en svensk diplomat och var mellan 2005 och 2010 ambassadör i Nordkorea.
Sedan oktober 2017 är han Sveriges ambassadör i Kazakstan.

Foyer studerade vid Stockholms universitet. Innan han tillträdde sin ambassadörspost i Nordkorea tjänstgjorde han tre år som ambassadråd och minister vid den svenska ambassaden i Beijing. Han har tidigare tjänstgjort vid ambassaderna i Ryssland och Tjeckien.
Foyer hade som USA:s diplomatiska representant i Nordkorea en avgörande roll i arbetet med att få till stånd frigivningen av de amerikanska journalisterna Euna Lee och Laura Ling i augusti 2009.